# Pałac w Leonpolu
Pałac Łopacińskich w Leonpolu, ob. Kaplica Chrystusa Króla Wszechświata w Leonpolu – pałac znajdujący się w Leonpolu na Białorusi, wybudowany przez Mikołaja Tadeusza Łopacińskiego. Pałac wchodzi w skład zespołu dworsko-parkowego. Obecnie pałac pełni funkcję kaplicy katolickiej pod wezwaniem Chrystusa Króla Wszechświata parafii Matki Bożej Fatimskiej w Powiaciach.

## Historia
Późnobarokowy pałac wybudowano nad brzegiem Dźwiny w latach 1768-69 dla wojewody brzeskiego Mikołaja Tadeusza Łopacińskiego. Jego projektant nie jest znany; uważa się, że mógł nim być Jan Chrzciciel Knackfus lub jezuita Tomasz Żebrowski. Według innych danych pałac zbudowano w latach 1750-52, a jego projektantem był Antoni Abraham Genu.
W 1863 roku w odwecie za udział Łopacińskiego w Powstaniu Styczniowym (Ignacy Dominik Łopaciński był członkiem władz powstańczych) pałac był splądrowany i zniszczony przez kozaków, po czym został opuszczony, a główną siedzibę rodu przeniesiono do Sarii, położonej po drugiej stronie Dźwiny.
Pałac został odbudowany dopiero w latach 1905-06 przez Stanisława Łopacińskiego dla syna Euzebiusza, ostatniego właściciela dóbr, historyka sztuki, znanego bibliofila i kolekcjonera. Budynek spłonął w 1919 roku, po czym został przez Euzebiusza Łopacińskiego przekazany na potrzeby kościoła katolickiego, a po 1925 roku odbudowany i przebudowany jego kosztem przez architekta Jana Borowskiego.
Świątynię urządzono w środkowej, piętrowej części pałacu. Parterowe skrzydła boczne mieściły plebanię i siedziby organizacji społecznych.
Po II wojnie światowej kościół zlikwidowano, a w pałacu mieściły się kolejno: mleczarnia, technikum rolnicze i szkoła specjalna. Po odzyskaniu budynku przez katolików istniała tu parafia w dekanacie miorskim. Od 2016 r. kaplica podlega parafii w Powiaciach.

## Architektura
Pałac jest budowlą symetryczną: korpus środkowy, dwukondygnacyjny, zwieńczony jest ozdobnymi barokowymi frontonami od frontu i od ogrodu, parterowe części boczne ujęte są parą wydatnych ryzalitów, o szczytach zwieńczonych trójkątnymi frontonami i narożach ozdobionych pilastrami. Budynek stoi na wysokich piwnicach, do głównego wejścia prowadzą dwudzielne schody.
Obok pałacu stoi oficyna zbudowana na planie podkowy, spełniająca niegdyś rolę spichrza. Druga oficyna, ulokowana symetrycznie do pierwszej, nie zachowała się, na jej miejscu stoi budynek współczesny. Zachowały się czworoboczne filarki czterech furt dworskich, z których dwie znajdowały się po bokach pałacu, a dwie pozostałe – przy oficynach.

## Park
Pałac otacza częściowo zachowany park regularno-krajobrazowy opadający ku brzegowi Dźwiny. W lesie, 1,5 km od wsi, wznosi się kolumna ku czci Konstytucji 3 Maja 1791 roku, fundowana przez starostę mścisławskiego Jana Nikodema Łopacińskiego w końcu XVIII wieku. 

## Galeria

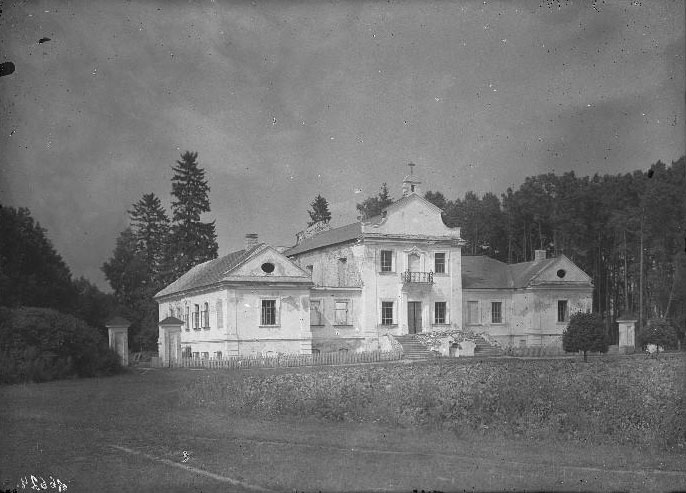
Pałac przed 1914 rokiem
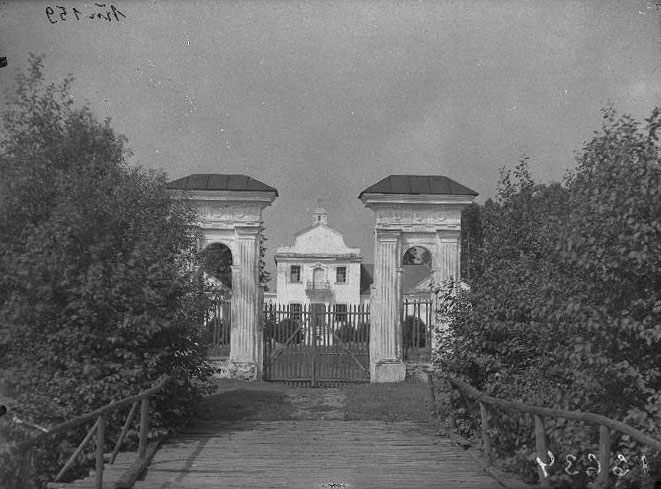
Brama pałacowa
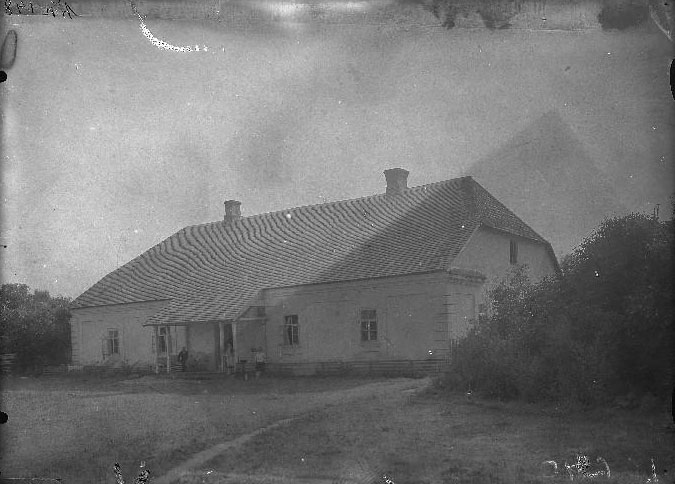
Oficyna przed 1914 rokiem
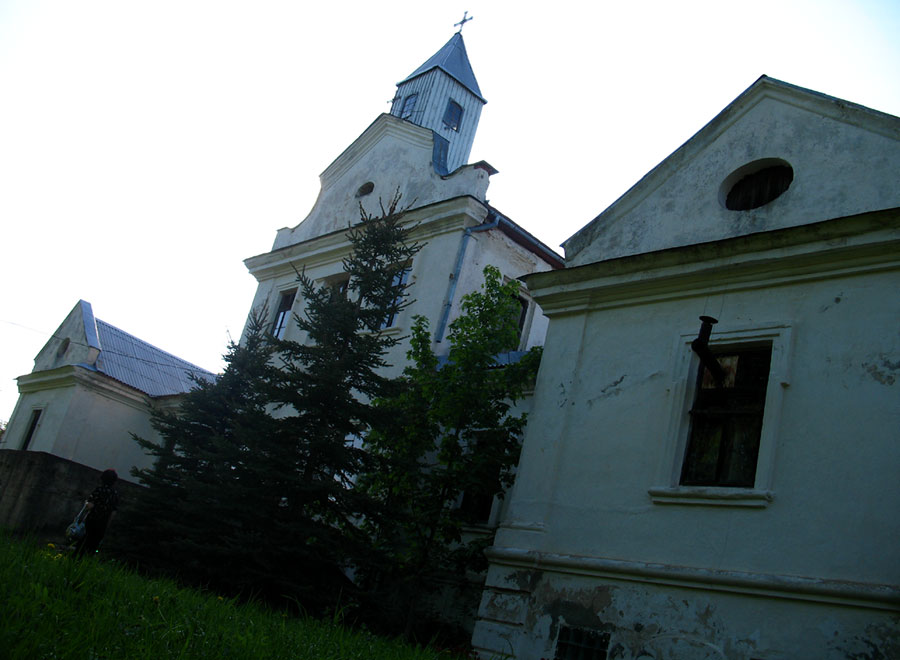
Pałac w 2007 roku
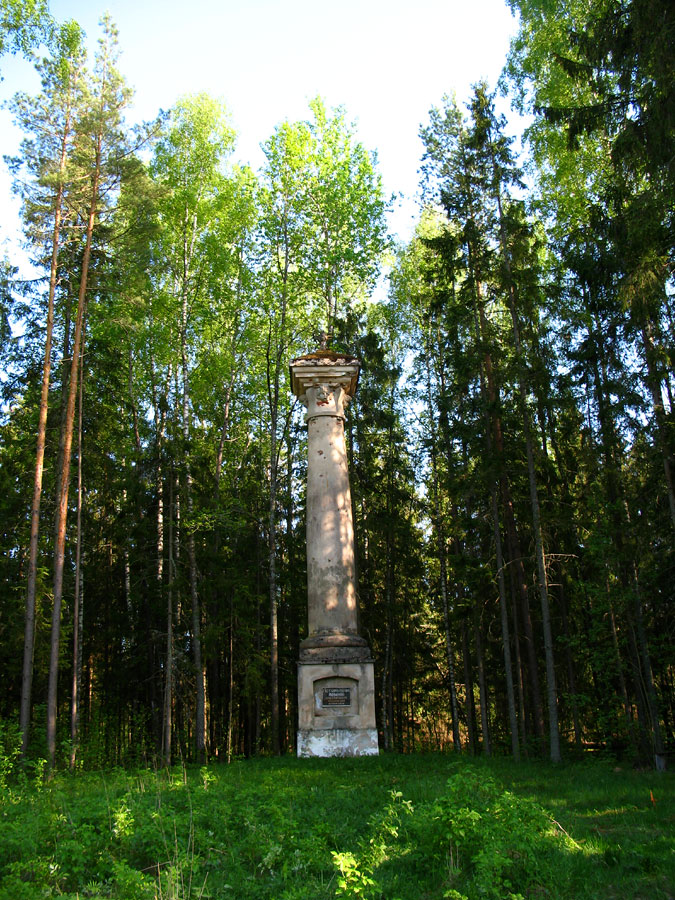
Kolumna ku czci Konstytucji 3 maja 1791 roku